# Ley de Costas de España

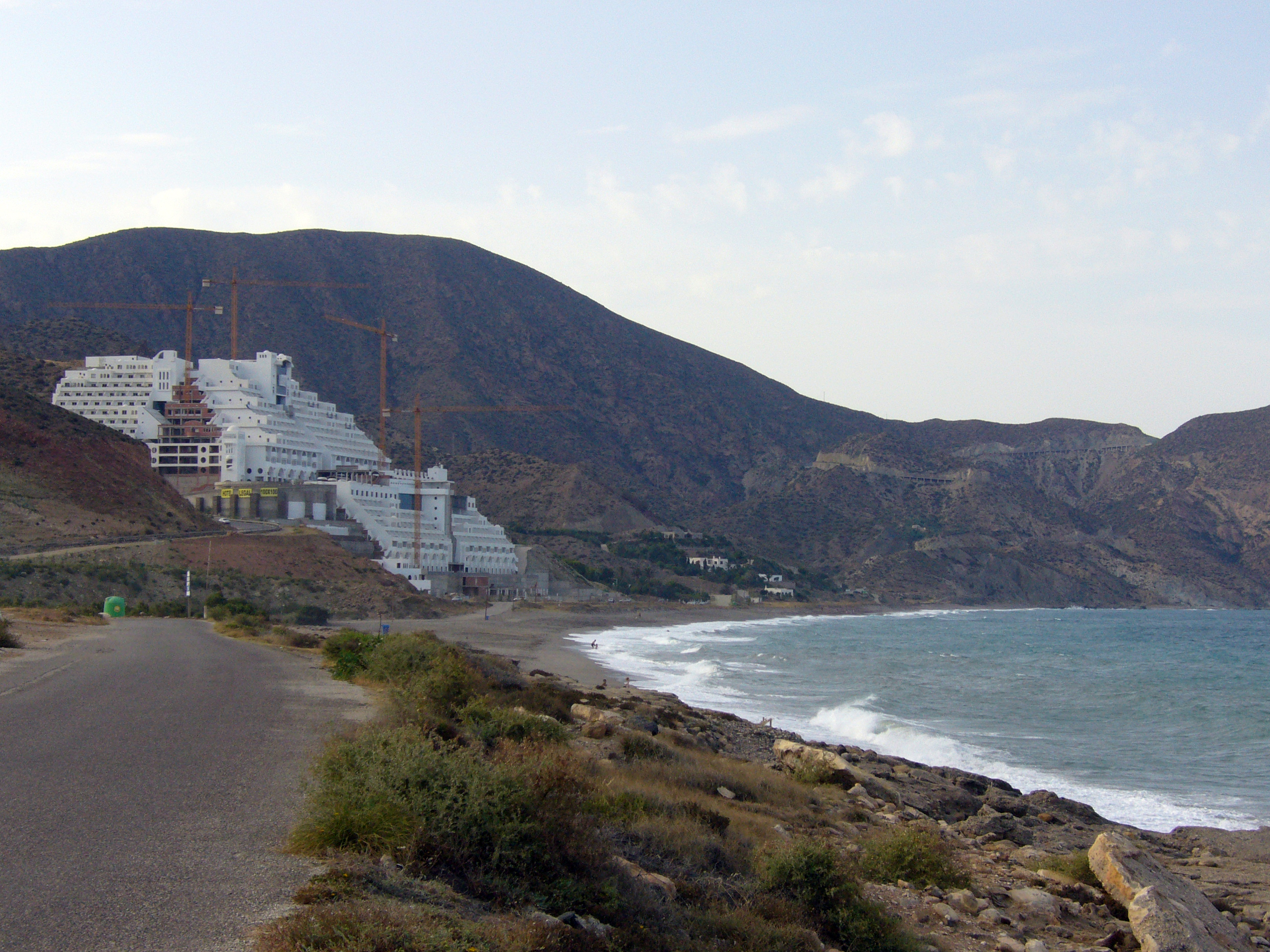
Hotel El Algarrobico en Almería, construcción considerada ilegal, emblema de la lucha por la conservación de la costa en España

La Ley de Costas española es la que regula la determinación, protección, utilización y política del dominio público marítimo-terrestre y especialmente de la ribera marítima.
Hasta 2013 ha estado vigente la Ley 22/1988, de 28 de julio, de Costas, que derogaba a la Ley de Costas de 26 de abril de 1969, y estaba desarrollada en el Reglamento de la Ley de Costas, aprobado en Real Decreto 1471/1989 de 1 de diciembre de 1989. Esta ley fue modificada por la Ley 2/2013, de 29 de mayo, de protección y uso sostenible del litoral y de modificación de la Ley 22/1988, de 28 de julio, de Costas, en vigor.
La aplicación efectiva de la Ley de 1988, especialmente en su aspecto de protección del litoral, no llegó a producirse en la mayor parte del territorio, como señala la Unión Europea en el Informe Auken. La nueva modificación de 2013 suaviza los niveles de protección de la ribera marítima en favor de la ocupación y las actividades económicas, rebajando la servidumbre de protección de 100 a 20 metros.
Las modificaciones que introduce la nueva Ley 2/2013, de 29 de mayo, de protección y uso sostenible del litoral, de Costas permitirá la regularización de 12 800 viviendas situadas en dominio público, que la anterior norma consideraba ilegales y debían ser derribadas. Además 140 000 viviendas podrán acogerse a la amnistía de obras.
El Parlamento Europeo ha aprobado el 17 de septiembre de 2013 una nueva resolución sobre la Ley de Costas de 1988 y la modificación de la Ley de Costas de 2013 instando al gobierno Español a compensar justamente a los legítimos propietarios expropiados o derribados por la Ley de Costas. El Parlamento Europeo ha aprobado en su resolución que la Concesión no supone ninguna compensación por la pérdida de las propiedades, sino que ha instado a que el Estado indemnice justamente, pagando a valor de mercado por las expropiaciones realizadas debido a la aplicación de la Ley de Costas. Asimismo declara que no se ha resuelto la inseguridad jurídica y ha solicitado a la Comisión Europea un dictamen sobre las directivas y leyes europeas que vulnera.

## Objetivos de la ley
Tras la reunión del Consejo de Ministros presidido por Mariano Rajoy del 5 de octubre de 2012, el ministro de Agricultura, Alimentación y Medio Ambiente Miguel Arias Cañete presentó el proyecto de ley que modifica la Ley de Costas de 1988 y argumentó que era necesario cambiar la ley anterior porque había creado «inseguridad jurídica» y mala imagen de España en el exterior, a causa de que había extranjeros entre los afectados por la norma de 1988, según la cual a partir de 2018 las casas construidas sobre el Dominio Público Marítimo-Terrestre comenzarían a pasar a manos del Estado para ser demolidas.
La ley de 1988, modificada por la de 2013, tiene por objeto la determinación, protección, utilización y mantenimiento del dominio público marítimo-terrestre, y especialmente de la ribera del mar. Obliga a la administración pública a perseguir los siguientes fines:
- Realizar el deslinde el dominio público marítimo-terrestre, y asegurar la integridad y adecuada conservación de este, adoptando, en su caso, las medidas de protección y restauración necesarias.
- Garantizar el uso público del mar, de su ribera y del resto del dominio público marítimo-terrestre, sin más excepciones que las derivadas de razones de interés público debidamente justificadas.
- Regular la utilización racional de estos bienes en términos acordes con su naturaleza, sus fines y con el respeto al paisaje, al medio ambiente y al patrimonio histórico.
- Conseguir y mantener un adecuado nivel de calidad de las aguas y de la ribera del mar.

## Deslinde del dominio público marítimo-terrestre
La ley establece la necesidad de realizar un deslinde del dominio público marítimo-terrestre, es decir, establecer una línea que determine el límite entre el terreno que pertenece al mar y las playas, y que es de carácter público; y el terreno interior, susceptible de pertenecer y ser gestionado por particulares. La consideración de titularidad pública del mar y las playas no emana de esta ley, sino que está reconocida en la Constitución Española de 1978.
La realización de este deslinde corresponde a las delegaciones provinciales de la Dirección General de Sostenibilidad de la Costa y del Mar, dependiente del Ministerio de Agricultura, Alimentación y Medio Ambiente. El deslinde se puede iniciar de oficio o a petición de cualquier parte interesada, pero no tiene por qué realizarse si nadie lo solicita. Ello implica que no todo el litoral se encuentra deslindado, siendo el porcentaje de deslinde completado muy diferente según la zona. En ocasiones, el deslinde puede ser actualizado, lo que conlleva la elaboración desde el principio desde el proceso de deslindado.
Como dominio público, el terreno delimitado en el deslinde realizado no puede ser ocupado sin autorización. La ocupación solo se permite para aquellos elementos de interés público que por su naturaleza no puedan tener otra ocupación, como es el caso de los puertos.

## Servidumbres
Además de la zona que pertenece al dominio público, la ley establece que el terreno inmediato a la ribera del mar que no es parte de dominio público está afectado por una serie de servidumbres. Normalmente las zonas afectadas a estas servidumbres forman franjas paralelas a la ribera del mar.

### Servidumbre de protección
Es la más extensa y su labor es proporcionar protección a la costa. En general, recae sobre una franja de 100 metros medida tierra adentro desde el límite interior de la ribera del mar, aunque esta extensión puede ser ampliada en determinados casos hasta los 200 metros y se reduce a 20 metros en los terrenos ya clasificados como suelo urbano cuando la ley entró en vigor. 
Son numerosas las acciones prohibidas en esta zona: levantar un cercado o cualquier tipo de cerramiento, construir edificaciones destinadas a residencia o habitación, construir o modificar vías interurbanas, tender líneas de alta tensión, verter residuos, la publicidad, o las actividades que impliquen la explotación de yacimientos de áridos. Algunas actividades pueden ser autorizadas por razones de utilidad públicas debidamente acreditadas.
Se admiten sin autorización algunos usos, como el cultivo o las instalaciones deportivas descubiertas.

### Servidumbre de tránsito
Tiene como objetivo permitir la libre circulación de los ciudadanos a lo largo de la costa. Recae sobre una franja de 6 metros, medidos tierra adentro a partir del límite interior de la ribera del mar, aunque en lugares de tránsito difícil o peligroso dicha anchura podrá ampliarse en lo que resulte necesario, hasta un máximo de 20 metros.
Esta zona deberá dejarse permanentemente expedita para el paso público peatonal y para los vehículos de vigilancia y salvamento, salvo en espacios especialmente protegidos.

### Servidumbre de acceso al mar
A diferencia de las anteriores no se configura como una franja paralela al mar, sino que se establece un varios puntos a lo largo de la costa para garantizar el acceso público y gratuito al mar. En zonas urbanas y urbanizables los accesos peatonales deben distanciarse entre sí un máximo de 200 metros, y los rodados, un máximo de 500.
La servidumbre recae sobre los terrenos colindantes o contiguos al dominio público marítimo-terrestre, en la longitud y anchura que demanden la naturaleza y finalidad del acceso. Su tamaño debe ser el necesario para garantizar su función, y no se permitire interrumpir el acceso al mar si no se proporciona un acceso alternativo con la misma eficacia. Cuando se elaboran los planes y normas de ordenación territorial y urbanística se debe considerar suficientes accesos al mar y aparcamientos, fuera del dominio público marítimo-terrestre.

## Controversias al respecto de su aplicación
La aplicación de la ley de costas ha sido controvertida desde su entrada en vigor, en especial con respecto a la construcción en la costa, tanto en lo referente a las construcciones existentes en la costa antes de su entrada en vigor como a las realizadas posteriormente.

### Construcciones ya existentes y acusaciones de retroactividad
En el caso de las construcciones ya existentes, si el dominio público marítimo-terrestre no se encontraba anteriormente señalado de forma clara puede ocurrir que una construcción que anteriormente se consideraba privada pase a estar en dominio público al realizar el deslinde. El criterio aplicado tanto por la ley como por la administración pública al aplicarla es que esto no supone una expropiación o confiscación, ya que siempre se ha considerado al mar y las playas como parte del dominio público, y la realización del deslinde tan solo supone el descubrimiento de que las construcciones se encontraban en dominio público desde el momento en que fueron realizadas. Al haber sido construidas en dominio público, sus dueños no tienen derecho a compensación, aunque sí se les da un plazo de 30 años, prorrogables otros 30, para disfrutar de la construcción.
Esta interpretación ha sido calificada en muchas ocasiones como retroactiva, ya que propietarios que tenían registradas propiedades a su nombre descubrieron que su posesión estaba en dominio público con motivo de la aplicación de la ley. En 1991 el Tribunal Supremo consideró correcta la interpretación de que no existe retroactividad, y que las construcciones afectadas deben pasar a dominio público.
Debido al gran perjuicio económico que supone la pérdida de una posesión en favor del dominio público, un número bastante importante de afectados ha realizado acciones legales defendiendo su derecho a la titularidad de su posesión. En un litigio de este tipo, además de la interpretación de la ley, se suele entrar a valorar si el deslinde ha sido correctamente realizado, o si se debería haber realizado dejando la posesión afectada fuera del dominio público. Por lo general las acciones legales de los afectados tienen un éxito muy escaso, resolviéndose a favor de la administración pública en el 98% de las ocasiones.

### Efectividad tras su aprobación
También presenta un gran nivel de controversia la aplicación de la ley sobre las construcciones realizadas posteriormente a su entrada en vigor, y sobre su aplicación en la protección de las costas.
La aplicación de la ley ha sido criticada tanto por organizaciones ecologistas y la Unión Europea por ejemplo en el informe Informe Auken, por la falta de efectividad en su aplicación. La acusación más frecuente es que la ley ha demostrado ser insuficiente a la hora de proteger la costa de la urbanización masiva. También ha sido acusada de ser excesivamente complicada y de falta de coordinación entre las administraciones que tienen que aplicarla.